# La luna nel cortile
La luna nel cortile è il terzo e ultimo album in studio della cantante italiana Lena Biolcati uscito nel 1989.

## Descrizione
L'album non contiene singoli di gran successo, ma ottenne comunque importanti riconoscimenti da parte della critica, per il gusto raffinato degli arrangiamenti e l'interpretazione vocale della cantante novarese, che in questa occasione firmò per intero due brani, Anna eri bella e Poche stagioni per fare una donna.
La maggior parte dei brani fu scritta da Marco Tansini, con i testi curati dal compagno Stefano D'Orazio, batterista dei Pooh e produttore dell'album.
Roby Facchinetti scrisse le musiche per Raccontami, mentre Dodi Battaglia quelle di Notte bambina.

## Tracce
1. Gli anni che verranno (Marco Tansini - Stefano D'Orazio)
2. Anna eri bella (Lena Biolcati)
3. Via col vento (Marco Tansini - Stefano D'Orazio)
4. Raccontami (Roby Facchinetti - Stefano D'Orazio)
5. Notte bambina (Dodi Battaglia - Stefano D'Orazio)
6. Senza di te (Marco Tansini - Stefano D'Orazio)
7. Poche stagioni per fare una donna (Lena Biolcati)
8. Lasciami fare (Marco Tansini - Stefano D'Orazio)
9. Figli di un Dio deluso (Marco Tansini - Stefano D'Orazio)
10. Piccole cose (Serrat - Paoli - D'Orazio)